# Sous le poirier, la mort
Pour plus de détails, voir Fiche technique et Distribution.
Sous le poirier, la mort (titre original : Unterm Birnbaum) est un téléfilm allemand réalisé par Uli Edel et sorti en 2019.
Il est inspiré par une nouvelle du XIXe siècle de Theodor Fontane, contemporain de Flaubert. 

## Synopsis
Un couple qui tient un hôtel restaurant dans un coin reculé de l'est de l'Allemagne n'arrive plus à payer ses dettes. Ils vont ensemble échafauder un plan machiavélique, en assassinant leur principal créancier, et sont persuadés d'avoir réalisé un crime parfait.

## Fiche technique
- Réalisation : Uli Edel
- Scénario : Léonie-Claire Breinersdorfer (de) d'après la nouvelle  Unterm Birnbaum (de) de Theodor Fontane
- Photographie : Hannes Hubach
- Musique : Sebastian Fillenberg
- Montage : Julia Oehring
- Durée : 89 minutes
- Pays de production :  Allemagne
- Date de sortie : 
  - France :  27 décembre 2019 (Arte)
  - Allemagne : 27 décembre 2019

## Distribution
- Julia Koschitz : Ursel Hradschek
- Fritz Karl : Abel Hradschek
- Katharina Thalbach : Jeschke
- Devid Striesow : Geelhaar
- Peter Schneider : Schulze